# マルガレータ・アルヴィットソン
マルガレータ・アルヴィットソン（Margareta Arvidsson、1947年10月12日 - ）は、スウェーデンのファッションモデル・女優である。第15回ミス・ユニバース（ミス・ユニバース1966）優勝で知られる。

## 経歴
1947年10月12日、ヴェストラ・イェータランド県ヨーテボリに生まれる。
1966年、ヴェストラ・イェータランド県ヴェーネルスボリ代表としてミス・スウェーデンに出場、優勝。
1966年7月16日、フロリダ州マイアミビーチで開催された第15回ミス・ユニバース世界大会で優勝、ミス・ユニバース1966となる。また、特別賞のミス・フォトジェニックも受賞。
ミスとしての任期の後、Ford Modeling Agency所属のファッションモデルとなり、国際的に活躍する。また、舞台や銀幕でも女優として活躍する。
1984年3月31日-8月12日、ミュージカルNineに出演 (as Diana)。
ブラジルの写真家Otto Stupakoffと9年間結婚し、2子を儲ける。
1999年3月、第50回ミス・スウェーデンに名誉ゲストとして招待される。